# Quirinus z Tegernsee
Svatý Quirinus z Tegernsee, také Quirinus Římský, byl římský prvomučedník, uctívaný jako světec římskokatolickou církví.

## Život a legenda
Podle jedné legendy Quirinus jako sedmiletý chlapec se svou matkou Severou uprchl před pronásledováním křesťanů v římské provinii. Později byl zatčen a v roce 269 sťat v Římě za císaře Claudia II. Gothica (vládl v letech 268–270). Jeho tělo tam bylo vhozeno do řeky Tibery a později nalezeno na Tiberském ostrově. 
Podle jiné legendy byl Quirinus synem římského císaře Filipa Araba a odmítl obětovat bohům.
Skutky mučedníků vyprávějí o římském mučedníkovi jménem Quirinus nebo Cyrinus, který byl pohřben v Římě v Pontiových katakombách. Soupisy jmen tam pohřbených křesťanů však jeho jméno neobsahují.
Teprve v době karolínské renesance za vlády císaře Pipina Krátkého vznikla legenda, která Quirinův život spojila s bavorským klášterem benediktinů Tegernsee. Tam jeho bavorští zakladatelé Adalbert a Ottocar v roce 746 přenesli Quirinovy relikvie, získané darem od papeže Zachariáše. Nově vystavěný klášterní kostel pak byl QWurinovi zasvěcen a pro něj napsán a vymalován žaltář, v němž je světec oslaven.

## Úcta a ikonografie
Střediskem úcty byl od raného středověku klášterní kostel sv. Quirina benediktinů na jezeře Tegernsee, s ostatky v sarkofágu. Až do zrušení kláštera (1802) byl poutním místem, stejně jako kaple u legendární studánky s pramenem uzdravující vody. 
Další kostely tohoto zasvěcení jsou v Německu (hlavní je románsko-gotická bazilika sv. Quirina v Neussu s relikviářovou skříňkou z 19. století), v Rakousku, také v Chorvatsku (Sisak). 
Quirinus bývá vyobrazen jako římský rytíř ve zbroji s královskými insigniemi, s mečem a s palmou mučedníka. Je spolupatronem řádu benediktinů, zejména v Bavorsku,  ale také cisterciáků. V českých kostelech mívá oltář, například v klášterním kostele ve Zlaté Koruně.